# Сім чудес України (марки)

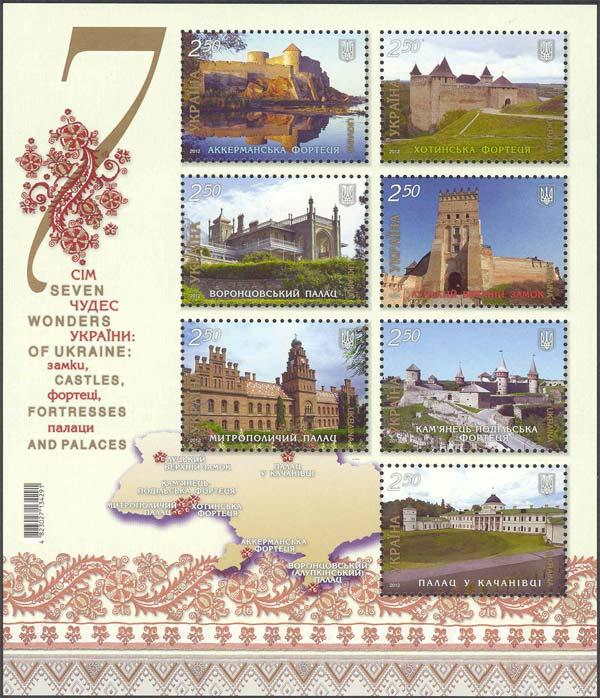
Малий аркуш №17

Малий аркуш № 17 «Сім чудес України: замки, фортеці, палаци» з семи марок 

## Марки
Аркуш з семи марок:
- № 1253 «Аккерманська фортеця»,
- № 1254 «Воронцовський палац»,
- № 1255 «Митрополичий палац»,
- № 1256 «Хотинська фортеця»,
- № 1257 «Луцький Верхній замок»,
- № 1258 «Кам'янець-Подільська фортеця»,
- № 1259 «Палац у Качанівці» малого аркуша № 17 «Сім чудес України: замки, фортеці, палаци» з семи марок.

## Параметри
- Формат малого аркуша — 135×158 мм.
- Формат кожної марки — 41,76×29,58 мм.
- Номінал кожної марки — 2,50 грн.
- Перфорація рамкова — 11 1/2.
- Тираж малого аркуша — 80 000 примірників
- Захист малого аркуша: мікротекст «М. Гейко».
- Захист кожної марки: в УФ-променях світиться зображення малого герба України.
- Дизайн малого аркуша Марії Гейко.
- Дизайн штемпеля Світлани Бондар.
- Малий аркуш — багатоколірний; спосіб друку — офсет.
- Малий аркуш надруковано на ДП «Поліграфічний комбінат „Україна“ по виготовленню цінних паперів».
- На берегах малого аркуша штриховий код — 4823027134291.